# Vivier-au-Court
Vivier-au-Court – miejscowość i gmina we Francji, w regionie Grand Est, w departamencie Ardeny.
Według danych na rok 1990 gminę zamieszkiwało 3488 osób, a gęstość zaludnienia wynosiła 373 osób/km².

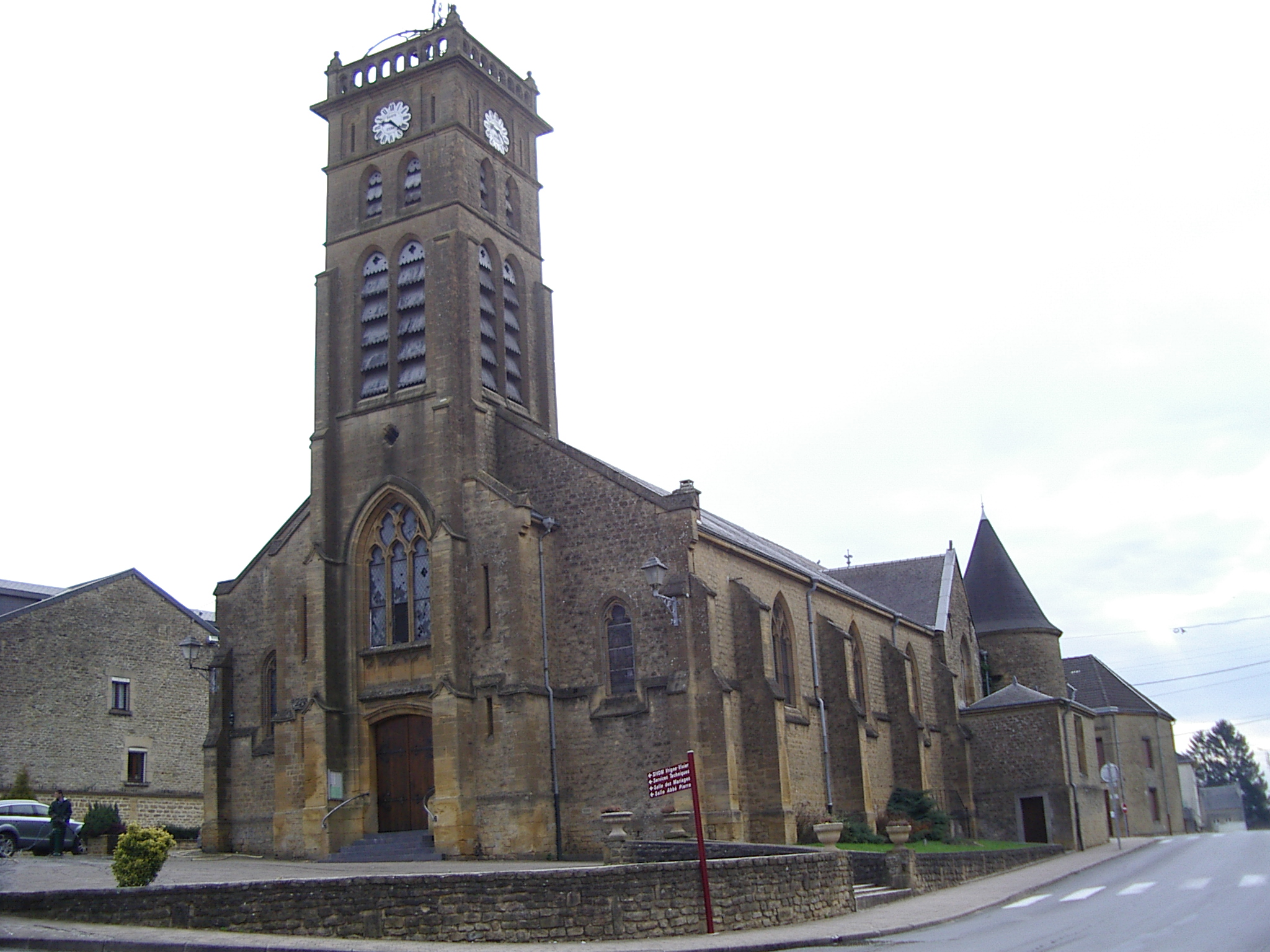
Kościół w Vivier-au-Court, 2009